# Brug 2002
Brug 2002 verbindt het Steigereiland met het Haveneiland in de woonwijk IJburg in het Amsterdamse stadsdeel Oost. Over deze vaste brug loopt de IJburglaan met daarover de Amsterdamse stadsroute s114. Dit is een liggerbrug met een lengte van 101 meter.
Dit was na de Enneüs Heermabrug uit 2001 de eerstvolgende opgeleverde brug in IJburg; zij werd geopend in 2002. Brug 2002 is de belangrijkste toegangspoort tot IJburg en wordt sinds 2005 ook door de IJtram gebruikt. Deze brug is evenals de Enneüs Heermabrug ontworpen door de Engelse architect Nicholas Grimshaw, maar heeft daarentegen geen boogconstructies.
De overbrugging over het IJmeer is eigenlijk uitgevoerd met vier bruggen, van west naar oost, een brug voor fiets- en voetgangersverkeer, een brug voor de tramsporen, een brug voor gemotoriseerd wegverkeer met twee rijbanen met respectievelijk twee en een rijstrook, en terug een brug voor fiets- en voetgangersverkeer. De buitenste bruggen hebben een rijdek in staalplaat, het gemotoriseerd verkeer rijdt over een betonnen rijdek. 

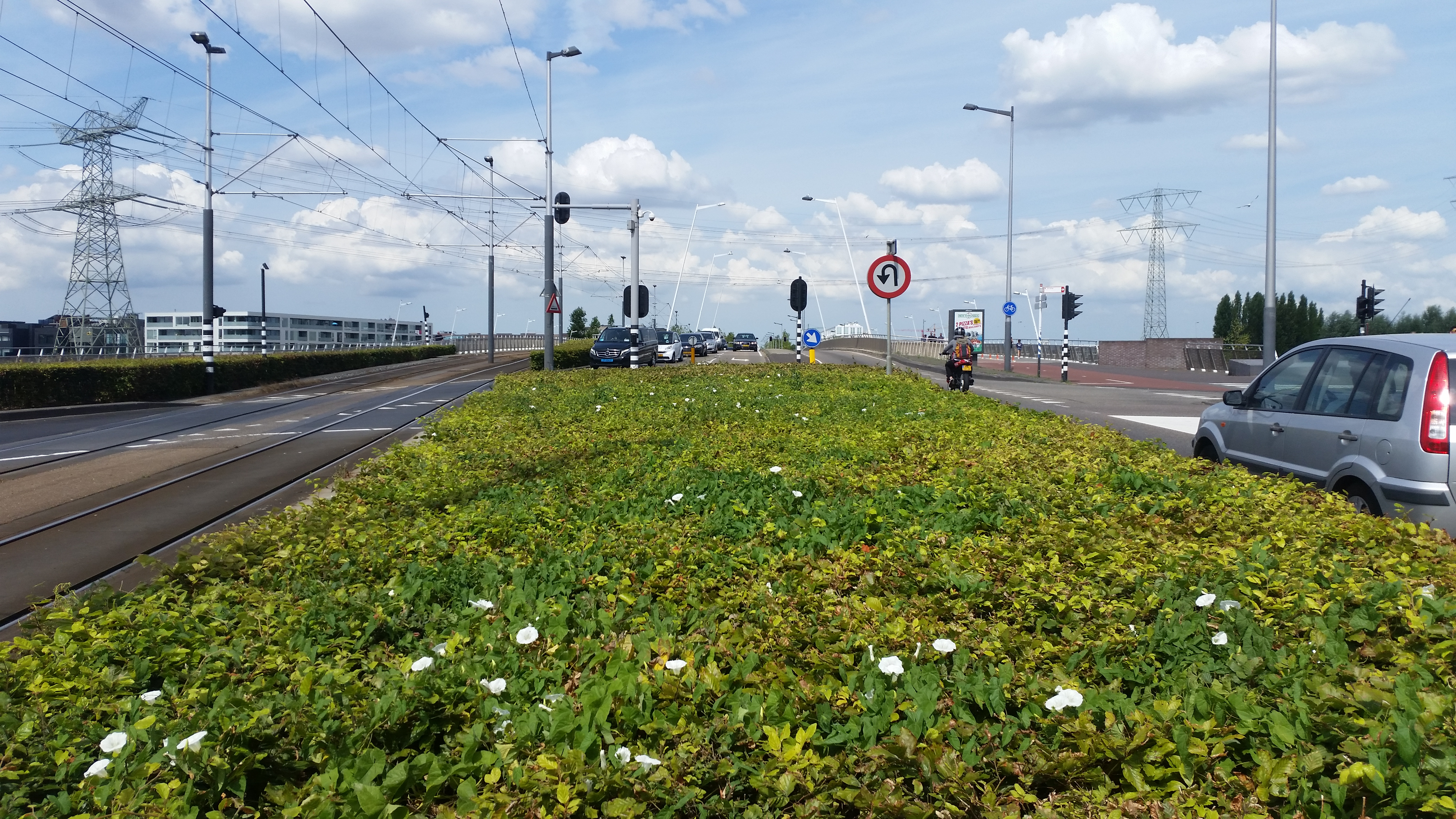
Overzicht (juli 2018)

<<< · 2000 · 2001 · 2002 · 2003 · 2004 · 2005 · 2006 · 2007 · 2008 · 2009 · 2010 · 2011 · 2012 · 2013 · 2014 · 2015 · 2016 · 2017 · 2018 · 2019 · 2020 · 2021 · 2022 · 2023 · 2025 · 2026 · 2027 · 2028 · 2029 · 2030 · 2031 · 2032 · 2033 · 2034 · 2035 · 2036 · 2037 · 2038 · 2039 · 2040 · 2041 · 2042 · 2043 · 2044 · 2045 · 2046 · 2047 · 2048 · 2050 · 2051 · 2054 · 2060 · 2080 · 2085 · 2086 · 2087 · 2088 · 2089 · 2090 · 2091 · 2092 · 2093 · 2094 · 2095 · 2096 · 2097 · 2098 · 2099
De overige brugnummers waren in januari 2022 (nog) niet bekend; de Uyllanderbrug ligt officieel in Diemen, maar heeft de Amsterdamse nummering 2007.